# Tahát (XX. dinasztia)
Tahát ókori egyiptomi anyakirályné volt a XX. dinasztia idején; IX. Ramszesz anyja, valószínűleg III. Ramszesz fiának, Montuherkhopsefnek a felesége.
Valószínűleg a XIX. dinasztiabeli Amenmessze fáraó sírjába temették (Királyok völgye 10), ahol egy helyiséget átalakítottak és újradíszítettek számára. Feltételezett múmiájának pár darabja előkerült.